# Super Robot Spirits
Super Robot Spirits (スーパーロボットスピリッツ, Sūpā Robotto Supirittsu) est un jeu vidéo de combat développé par Vertex et édité par Banpresto en 1998 sur Nintendo 64. Le jeu fait partie de la série Super Robot Wars,.

## Anime
Les personnages sont tirés des anime suivant :
- Aura Battler Dunbine
- Chōdenji Machine Voltes V
- Dancougar: Super Beast Machine God
- Invincible Steel Man Daitarn 3
- Mobile Fighter G Gundam
- Banpresto Originals
- Combat Mecha Xabungle